# Getting Levi's Johnson
Pour plus de détails, voir Fiche technique et Distribution.
Getting Levi's Johnson est un film pornographique gay américain réalisé par Chris Steele et sorti en 2010.

## Synopsis
L'acteur Ricki Hollywood, surnommé Levi, reçoit un prix pornographique. Dans les coulisses, après la remise, l'agent de sécurité lui dit qu'ils se sont déjà rencontrés. Levi ne s'en souvient pas, et l'agent doit retirer ses lunettes noires, puis ses vêtements et se masturber pour qu'il le reconnaisse.
La gouverneur de l'Iowa Serra Paylin téléphone à Levi pour lui rappeler son passé avant qu'il obtienne le succès. Elle appelle le rédacteur en chef de Vanity Flair, qui a prévu de mettre Levi en couverture, pour savoir s'il sera torse nu. Le rédacteur en chef lui rétorque que non, car ils sont un organe de presse sérieux, avant de surprendre son assistant sur twitter alors qu'il le lui avait interdit. Il décide alors de le faire gazouiller d'une autre façon.
Après la séance photo pour Vanity Flair sur le balcon d'un appartement à Manhattan, Levi se retrouve seul avec un mannequin homme, et ils décident de se livrer à des activités récréatives. 
Serra Paylin appelle à nouveau Levi, après l'avoir étrillé dans les médias. Elle lui rappelle une séance dans les vestiaires qu'il a eue avec un hockeyeur dans sa jeunesse.
Levi a accepté de poser nu pour PlayDude. Après la séance, son garde du corps et le photographe l'entraînent dans un plan à trois.
La fin du film révèle le projet caché de Serra Paylin et explique le titre du film.

## Fiche technique
- Titre original : Getting Levi's Johnson
- Réalisation : Chris Steele
- Scénario : Chris Steele
- Photographie : Brad Austin
- Montage : Tony Biscotti, Joe Wilson
- Musique : Joe Wilson
- Producteurs : John Tegan et Chris Steele
- Société de production : Jet Set Productions
- Sociétés de distribution : Marina Pacific
- Langues : anglais
- Format : Couleur
- Genre : Film pornographique
- Durée : 124 minutes
- Dates de sortie : 29 mars 2010  États-Unis
- Interdit aux moins de 18 ans

## Distribution
- Casey Monroe : Ricky 'Levi' Hollywood
- Mark Dalton : agent de sécurité à Fleshbot
- Lisa Ann : Serra Paylin
- Dallas Reeves : le rédacteur en chef de Vanity Flair
- Luke Marcum : l'assistant du rédacteur en chef de Vanity Flair
- Brent Corrigan : mannequin pour les sous-vêtements
- Tommy G. :  Levi jeune
- Landon Mycles : le hockeyeur
- Diesel Washington : le garde du corps de Levi
- Jesse Santana : photographe

## Récompenses
- Grabby Awards 2011 : meilleur scénario, meilleure direction artistique, et meilleure comédie[1].

## Autour du film
Getting Levi's Johnson est une comédie pornographique. Son titre s'inspire du nom de Levi Johnston, un jeune homme qui a été fiancé à la fille de Sarah Palin, avant de devenir mannequin et acteur. Le film prend pour cible la républicaine Sarah Palin, gouverneur de l'Alaska qui milite pour l'abstinence en dehors du mariage et contre le mariage homosexuel, incarnée par l'actrice Lisa Ann sous le nom de Serra Paylin. Certaines des phrases qu'elle a prononcées sont reprises telles quelles de manière absurde, comme « Seuls les poissons morts suivent le courant » ou « Sans pluie, pas d'arc-en-ciel ! ».
Le film tourne aussi en dérision le monde de la mode et des médias. Il parodie entre autres le magazine Vanity Fair, renommé Vanity Flair, et l'émission Larry King Live rebaptisée Barry Swing Live.